# Toyota Corolla E160
La Toyota Corolla E160 est une automobile produite par le constructeur automobile japonais Toyota depuis 2012. Il s'agit de la onzième génération de la Toyota Corolla vendue au Japon.